# Vachellia sutherlandii
Vachellia sutherlandii là một loài thực vật có hoa trong họ Đậu. Loài này được (F. Muell.) Kodela mô tả khoa học đầu tiên năm 2006.